# BNDESPAR
BNDES Participações (BNDESPar) é uma sociedade por ações com registro de companhia aberta perante a Comissão de Valores Mobiliários (CVM), com sede na cidade de Brasília, Distrito Federal. 

## Atividades
Gestora de participações sociais (holding), é uma das duas subsidiárias integrais, do Banco Nacional de Desenvolvimento Econômico e Social (BNDES). A outra subsidiária é o FINAME, e juntas as três empresas compreendem o chamado Sistema BNDES.
A BNDESPAR tem por objetivo o desenvolvimento econômico e social por meio do fomento ao mercado de capitais, bem como o incentivo e o apoio a empreendimentos e operações, abrangidos por seu objeto social. A companhia busca apoiar o desenvolvimento de infraestrutura e empresas elegíveis, incluindo a capitalização de novos empreendimentos e contribuir para o fortalecimento do mercado de capitais, por intermédio do acréscimo de oferta de valores mobiliários e da democratização da propriedade do capital de empresas.
A BNDESPar foi criada para administrar as participações em empresas detidas pelo banco, com a missão de desenvolver o mercado de capitais. Capitaliza empresas brasileiras por meio de aquisição de ações ou debêntures conversíveis.
Pode-se ser agente fiduciária (artigo 66 da Lei 6404/76), e só se presta para separar os resultados da intervenção do BNDES no mercado acionário das transações tradicionais no mercado bancário. A BNDESPar funciona através de empréstimos do BNDES. Em termos contábeis e patrimoniais, não há diferença porque os balanços são sempre consolidados (o crédito do BNDES anula o débito da BNDESPar).
É verdade que a BNDESPar faz captações privadas mas essas são mínimas frente ao funding da empresa que vem de recursos públicos. E embora empresa, as ações da BNDESPar não são negociadas em Bolsa, não possuindo liquidez.

## História
Em 1974, o BNDES adaptou a sua atuação quanto à necessidade de capitalizar as empresas nacionais, criando três subsidiárias: Insumos Básicos S.A. (FIPASE); Mecânica Brasileira S.A. (Embramec); Investimentos Brasileiros S.A. (Ibrasa). As empresas foram fundidas em 1982 no BNDESPar.
A BNDESPar, empreendeu, durante o Governo Sarney, no período de 1987 a 1989, um trabalho de devolver à iniciativa privada as empresas que se encontravam, transitoriamente, sob o controle acionário do Sistema BNDES. A assunção do controle dessas empresas decorreu do insucesso dos acionistas controladores e administradores na gestão dessas companhias em um período de crise.
Entre as empresas absorvidas pelo sistema BNDES no período entre 1974 e 1982, duas eram no ramo de papel e celulose (CELPAG e CCB), duas mineradoras (Caraíba Metais e CBC), uma do setor têxtil (Nova América), uma siderúrgica (Cosinor), três de bens de capital (Mafersa, Máquinas Piratininga e Máquina Piratininga do Nordeste) e uma de ferro-ligas (SIBRA). Outras empresas não eram controladas, mas tinham grande envolvimento do BNDES, como a Aracruz Celulose, a Cimetal, e a Siderúrgica Nossa Senhora da Aparecida, a CRN Nitrogenados, a Cobra Computadores e a Usimec.
Ainda durante o Governo Sarney, foram vendidas as participações na Nova América (1987), Máquinas Piratininga (1987), Siderúrgica Nossa Senhora da Aparecida (1987), SIBRA (1988), CELPAG (1988), Cimetal (1988), Caraíba Metais (1988), Cobra Computadores (1989), CCB (1989), CRN (1989), Aracruz Celulose (1989) e CBC (1989). Entre 1982 e 1989, foram arrecadados 462 milhões de dólares com vendas de empresas no período e o BNDESPar passou a ser superavitário. Durante o Governo Collor, ocorreram as vendas da Cosinor (1991) e da Mafersa (1991). Por fim, durante o Governo de Itamar Franco, deu-se a privatização da Caraíba Mineração (1994).
Após a década de 1990, a BNDESPAR direcionou recursos para companhias abertas ou que pudessem em curto ou médio prazo abrir capital. Os investimentos de renda variável realizam-se mediante subscrição direta de ações, de debêntures permutáveis ou por intermédio de fundos de investimento.
Estima-se que o BNDES tenha vendido cerca de R$ 65 bilhões em ações entre 2019 e 2021. Entre os últimos desinvestimentos do BNDES estão a venda de ações de Petrobrás, Vale, Eletrobras, CPFL, Braskem, Taesa (Cemig), Fibria Celulose, Light, Suzano Papel e Celulose, Mafrig e Oi.

## Debêntures
Esse tipo de crédito foi introduzido no direito brasileiro pelo Artigo 44 da Lei 4.728/1965 com base na experiência norte-americana de convertible bonds (obrigação).
Nos termos da Lei 6.404/1976 (Lei das S.A.) e da Lei 6.385/76 as debêntures são valores mobiliários emitidos por sociedades anônimas que conferem direito de crédito aos investidores que as adquirem. A legislação da debênture permite conjugar aplicações de renda fixa e variável, com prazos curtos, longos e até indefinidos.

### Debêntures conversíveis
O Artigo 57 da Lei das S.A. estabelece a possibilidade de as debêntures serem conversíveis em ações da emissora, onde possui cláusula de conversibilidade que estabelece condições, preço e período para que as debêntures se convertam em ações.

## Carteira de investimentos
Algumas das empresas onde BNDEPar possui participações são: Embraer (5,4%), Eletrobras (7,97%), Odebrecht Transport (10,6%), JBS (19,45%), VLI (8%), Transnordestina Logística (13,64%), AES Brasil (8%), Coteminas (6,27%), Bombril (2,20%), dentre outras empresas de diversos segmentos econômicos, em 2021.
Além dessas, BNDES e BNDESPar detêm em conjunto 7,94% da Petrobras (2022).